# AC 3000ME
La AC 3000ME
 è un'automobile gran turismo coupé prodotta tra il 1979 e il 1985 dalla casa automobilistica britannica AC Cars.

## Profilo e contesto
La vettura, un coupé a due porte, fu presentata al Salone di Londra del 1973. Le vendite iniziarono nel 1979 continuando fino al 1984. I diritti e la licenza di vendita e produzione della 3000ME e le attrezzature per assemblaggio furono trasferiti una seconda società denominata AC Scotland la quale produsse circa 30 esemplari più un prototipo dotato di motore V6 Alfa Romeo, prima di essere sottoposta a amministrazione controllata a metà del 1985. Una terza società acquisì i diritti dell'auto con l'intenzione di iniziare a vendere una versione rivista e aggiornata con un nome diverso, ma ne venne prodotto un solo prototipo non arrivando mai alla produzione in serie.

## Tecnica
Il telaio della 3000ME era costituito da una vasca perimetrale in lamiera d'acciaio con roll-bar integrato, a cui sono stati montati nella parte anteriore e posteriore dei telaietti ausiliari per ancorarvi le sospensioni e il motore. La carrozzeria era di plastica rinforzata con fibra di vetro (GRP). La distribuzione dei pesi era 40 % all'anteriore e 60% al posteriore.
Le sospensioni a doppio trinangolo con bracci superiori e inferiori dalla forma ad "A" con molle elicoidali e ammortizzatori telescopici sia anteriori che posteriori. L'impianto frenante a quattro dischi utilizzava due circuiti idraulici separati che azionavano delle pinze freno Girling. Gli pneumatici inizialmente erano dei Pirelli da 195/60VR-14, che in seguito divennero 205/60VR-14 montati su cerchi in lega della Wolfrace.
Il motore utilizzato sulla 3000ME era il Ford Essex V6 da 3,0 litri monoalbero in testa con bancate da 60°, interamente in ghisa che produceva 138 CV (102,9 kW) di potenza ed erogava una coppia di 260,3 Nm. Il propulsore era installato in posizione centrale con disposizione trasversale, poco dietro i sedili.
Il cambio era un manuale a 5 marce che, come il motore, era installato trasversalmente. La trasmissione era fabbricata direttamente dalla AC, realizzando la scatola della trasmissione in alluminio con i vari ingranaggi e leveraggi che erano forniti dalla Hewland.